# Basilique de Prüm
Pour les articles homonymes, voir Basilique Saint-Sauveur.
La basilique de Prüm, dans l'Eifel, est une basilique mineure papale dédiée au Saint-Sauveur et à la  Transfiguration du Christ. Elle était autrefois l'église abbatiale de l'ancienne abbaye de Prüm, fondée par l'Ordre bénédictin. Elle dépend de l'évêché de Trèves.

## Histoire
Dans la vallée de la Prüm sur le cône de déjection de la rivière Tetten, à l'emplacement de ce qui est aujourd'hui le cimetière, la noble franque Bertrada avec son fils Charibert, le futur comte de Laon, fonda un monastère en 721. Bertrada y fit venir des moines de l'abbaye d'Echternach, fondée par saint Willibrord et Irmina d'Oeren, proche parente de Bertrada, et qui vivaient suivant la règle de Saint Colomban d'Irlande. Le monastère avait pour tâche, comme cela était mentionné dans la charte de fondation, « jour et nuit d'implorer pour la fondatrice et ses fils décédés la miséricorde de Dieu pour le pardon des péchés ». Le monastère de Prüm était la première fondation du VIIIe siècle dans l'espace rhénan, alors qu'au VIIe siècle les fondations avaient surtout lieu dans les Ardennes, l'actuelle Belgique : 648 Malmedy, 651 Stavelot, 687 Saint-Hubert et 698 Echternach. La première fondation du monastère de Prüm semble s'être enlisée dès le départ, puisque Pépin le Bref (751-768) - qui avait épousé la petite fille de Bertrada renouvela la fondation en 752 en remerciement du fait d'avoir été reconnu roi et y envoya des moines de l'abbaye Saint Faron de Meaux, près de Paris, qui vivaient selon la règle de saint Benoît. Pépin réussit à recevoir en cadeau du pape Zacharie (741-752) des morceaux des sandales du Christ. Le monastère s'agrandit, et au cours des décennies suivantes, jouit de la faveur des carolingiens. En 799 le pape Léon III (795-816) inaugura en présence de Charlemagne l'« église dorée » ainsi nommée à cause de ses trésors. Cette église, un édifice roman avec deux tours, était bâtie quelques centaines de mètres au nord de l'église d'origine. Le petit-fils de Charlemagne, le roi Lothaire Ier (840-855) partagea en 855 à Schüller, non loin de Prüm, son royaume, abdiqua et se fit moine dans l'abbaye de Prüm. Lorsque, peu de temps après, il mourut, il fut enterré devant le maître-autel de l'église abbatiale. Quelques années après, en 882 et en 892, les Vikings attaquèrent Prüm et détruisirent le monastère et les habitations qui s'étaient établies autour. Le nouvel abbé Regino, qui s'était distingué en tant qu'écrivain et qui était le personnage principal à la tête du monastère, dirigea la reconstruction. C'est de lui que provient outre un travail scientifique sur la musique, et un ouvrage sur le droit ecclésiastique, ainsi que la première chronique mondiale écrite en Allemagne. Peu de temps après, les comtes de Hennegau s'opposèrent à lui et Regino dut quitter Prüm. 
Dans les années 900, il trouva refuge à l'abbaye Saint Martin à Trèves et, en 915, il mourut au monastère de Saint Maximin. Regino venait d'Altrip dans les environs de Spire, un des six endroits dans lesquels l'abbaye avait fait construire des cellules avec des moines et d'où ils administraient les dépendances distantes. En plus d'Altrip, on peut citer Güsten en Hollande, Revin en France, Kesseling sur les bords de l'Ahr ainsi que Münstereifel et Sankt Goar. Les autres domaines de l'abbaye étaient encore plus dispersés et s'étendaient de la Bretagne au Rhône et de la Hollande au pays de Münster. Le monastère compta à une époque jusqu'à 180 moines. Il possédait un excellent scriptorium dont de précieux manuscrits sont encore conservés à Madrid, Rome, Paris, Manchester, Coblence et Trèves. La renommée et les possessions du monastère s'accrurent jusqu'au début du XIIIe siècle. Ensuite l'intérêt général porté aux ordres cisterciens nouvellement créés déclina. À la même époque commença le combat des Etats voisins pour la principauté de Prüm. Un édit de Frédéric II (in favorem principum) établit l'abbaye de Prüm avec son territoire environnant comme une principauté indépendante, avec à sa tête un prince abbé, qui avait droit à une voix propre lors des assemblées de la diète. C'est d'abord le Luxembourg qui s'intéressa de près à Prüm. Lorsque le comte Henri de Luxembourg devint en 1308 empereur allemand et son frère Baudouin prince électeur et archevêque de Trèves, cette dernière dirigea son regard vers Prüm. Cela devait durer jusqu'en 1576 date à laquelle la principauté de Trèves put incorporer définitivement Prüm. Les princes électeurs, et archevêques de Trèves étaient en même temps abbés du monastère et étaient représentés à Prüm par un prieur. En plus des cellules déjà mentionnées le monastère fonda en 1016 un chapitre de chanoines à qui l'empereur Henri II (1014-1024) accorda le droit de tenir marché. Au XVe siècle il fut transmis au pastorat. En 1190 fut fondé à Prüm le Bas un monastère de bénédictines, qui était réservé, jusqu'à sa dissolution en 1802, à la noblesse de l'Allemagne centrale et de la Bavière, alors qu'à proximité le monastère noble de Saint Sauveur était accessible à la bourgeoisie. Plusieurs fois les moines essayèrent de recouvrer leur autonomie, la dernière fois ce fut lors de la dite guerre de Prüm. 
En 1768, lors de la mort du prince électeur, les moines essayèrent d'obtenir leur indépendance mais capitulèrent devant l'armée de Trèves. En 1794 les troupes révolutionnaires françaises arrivèrent à Prüm. Un temps durant les moines durent quitter Prüm mais ils purent regagner le monastère l'année suivante. Ils quittèrent définitivement Prüm en 1802 lors de la Sécularisation. Les bâtiments conventuels abritèrent plusieurs administrations successives avant d'être transmis en totalité au lycée Regino. L'église abbatiale devint église paroissiale après que la vieille église collégiale et paroissiale fut donnée à la démolition. En 1950 elle fut élevée au rang de basilique papale, «basilique mineure». Les insignes honorifiques d'une «basilique mineure» sont le «conopé», un voile avec en alternance des bandes rouges et des franges jaunes ainsi que des bandes jaunes et des franges rouges (le jaune et le rouge étaient avant l'empereur Napoléon les couleurs papales) et le « tintinnabule» (clochettes), qui étaient placés devant le maître autel.

## Architecture

### Historique
Avec la transmission de la dignité d'abbé au prince électeur de Tréves (1576) une partie des devoirs d'abbé lui fut également transmise comme l'obligation de s'occuper des bâtiments conventuels. Comme au début du XVIIIe siècle, l'« église dorée » était fortement endommagée, le prince électeur chargea l'architecte de la cour, Johann Georg Judas, de construire une nouvelle abbatiale en réutilisant une tour de l'église existante, la tour d'angle de gauche. On peut encore voir sur la tour les traces de l'église précédente. Lorsque Judas mourut en 1726 l'église n'était que partiellement terminée, elle fut achevée sous la direction du nouvel architecte de la cour, Paul Kurz. Ni l'un, ni l'autre ne contribua à l'agencement intérieur de l'église. Lorsque dans les années 1740 le bâtiment de l'abbatiale commença à se dégrader le prince électeur Georg von Schönborn fit venir à Prüm l'architecte franconien Balthasar Neumann, à partir des plans duquel son élève, Johannes Seitz, fit construire le monastère. Le prince électeur Franz Georg fit ajouter au monastère des bâtiments à l'allure de château mais ils ne furent terminés qu'à moitié.

### Les architectes
Balthasar Neumann, Johann Georg Judas et Paul Kurz étaient des architectes de provenances diverses avec un savoir-faire différent. Il se peut que la construction de l'abbaye ne présente plus la forme dynamique des œuvres de jeunesse de Balthasar Neumann étant donné qu'elle fut réalisée sur le tard, bien que sa façade nord soit une des plus belles de l'Eifel, voire de toute la Rhénanie. Alors que dans d'autres régions d'imposants monastères furent construits, il n'a été réalisé dans la région de Trèves, entre les années 1676 et 1729, aucun monument d'importance. Après une longue période de guerre le prince électeur Johann Hugo von Orsbeck (1676-1711) était occupé à reconstruire son pays. Charles de Lorraine (1711-1715) administrait son pays depuis Breslau jusqu'à ce qu'il échangeât son titre de prince électeur de Trèves contre celui de Mayence. À cette époque les édifices construits étaient de style XVIIe siècle.
Le savoir-faire des architectes de la cour correspondait au peu d'intérêt que portaient les maîtres du pays au bâtiment. Johann Georg Judas, vraisemblablement né entre 1640 et 1645, était à l'origine charpentier et avait travaillé avec les architectes de cour comme Johann Christian Sebastiani et Johann Honorius Ravensteyn (+ 1726), tous deux originaires de Trèves. Âgé, il avait abandonné le métier de charpentier pour devenir architecte et maître d'œuvre. A Trèves il rénova le pont sur la Moselle, en 1717 il fit reconstruire la cathédrale réduite en cendres et en 1723 après avoir pris la succession de l'architecte officiel de la cour, Ravensteyn, il prit en charge les ponts et chaussées. Lorsqu'en 1726 Judas mourut, l'on ne put trouver tout d'abord de successeur. L'architecture de la principauté de Trèves ne suivait plus du tout l'évolution de l'architecture allemande. En 1727 on se décida à faire appel au frère franciscain Paul Kurz du Luxembourg pour devenir architecte de la cour. On sait simplement de lui qu'il devait être au courant de ce qu'était le métier d'architecte. Il n'occupa ces fonctions que jusqu'en 1731, date à laquelle il retourna dans son monastère d'Echternach. En 1729, après l'achèvement du monastère de Prüm, Franz Georg de la Maison de Schönborn était devenu prince électeur à Trèves. Grâce à l'architecte des Schönborn, Balthasar Neumann, un peu d'architecture baroque de la Franconie des bords du Main arriva à Trèves et dans la région de Prüm.

## Curiosités remarquables
- Mise au tombeau du XVIe siècle : des éléments de la Mise au tombeau appartiendraient à la dernière station d'un chemin de croix commencé en 1527. Elle comprend le Christ gisant avec deux porteurs (appelés Holtermänner), la Vierge et l'apôtre Jean (en terre cuite) de pose baroque alors que les autres éléments ont une pose de style Renaissance. Cet ensemble d'éléments se trouvent dans la nef sud. Il provient de la collégiale Notre Dame rasée en 1822.
- Maître-autel et stalles
- Tapisserie murale de l'Apocalypse
- Chaire de vérité, provenant de l'atelier de  Hans Rupprecht Hoffmann (fin du XVIe siècle) avec des représentations en relief sur la vie de Jésus.
- Autel de la Passion, en style gothique tardif
- Reliquaire des trois saints médecins
- Reliquaire des sandales du Christ

## Galerie d'images

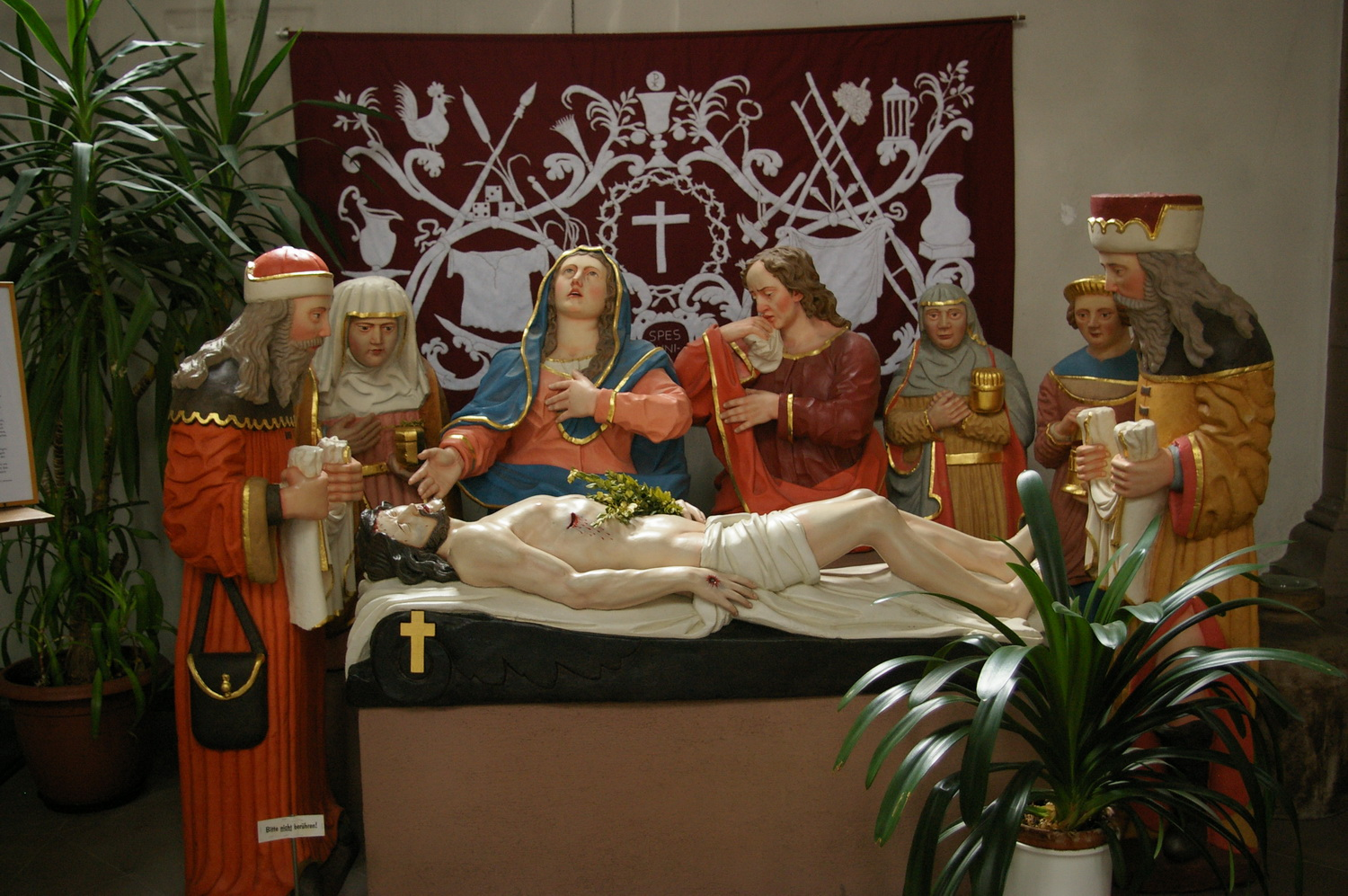
Mise au tombeau du XVIe siècle
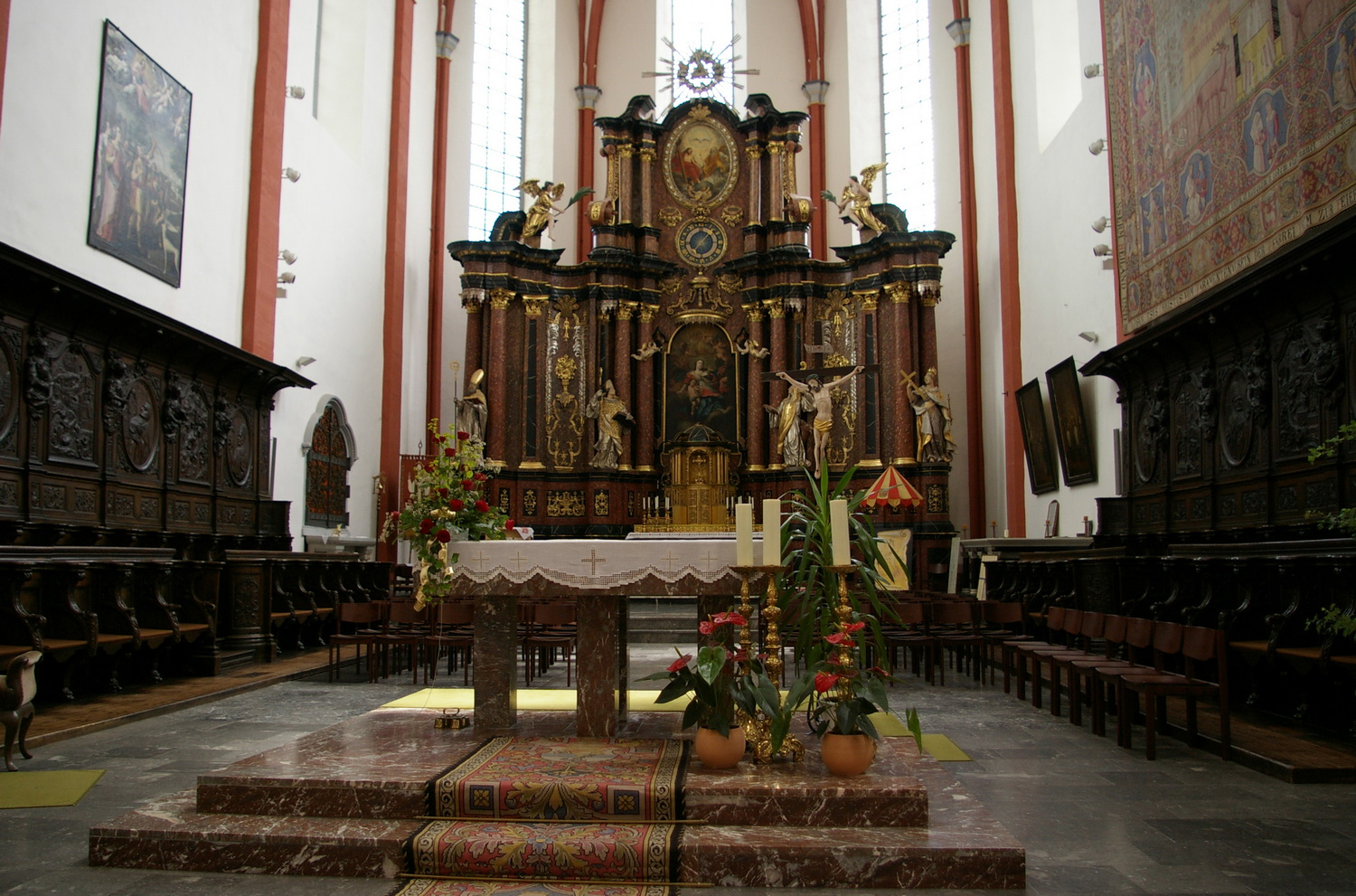
Maître-autel et stalles
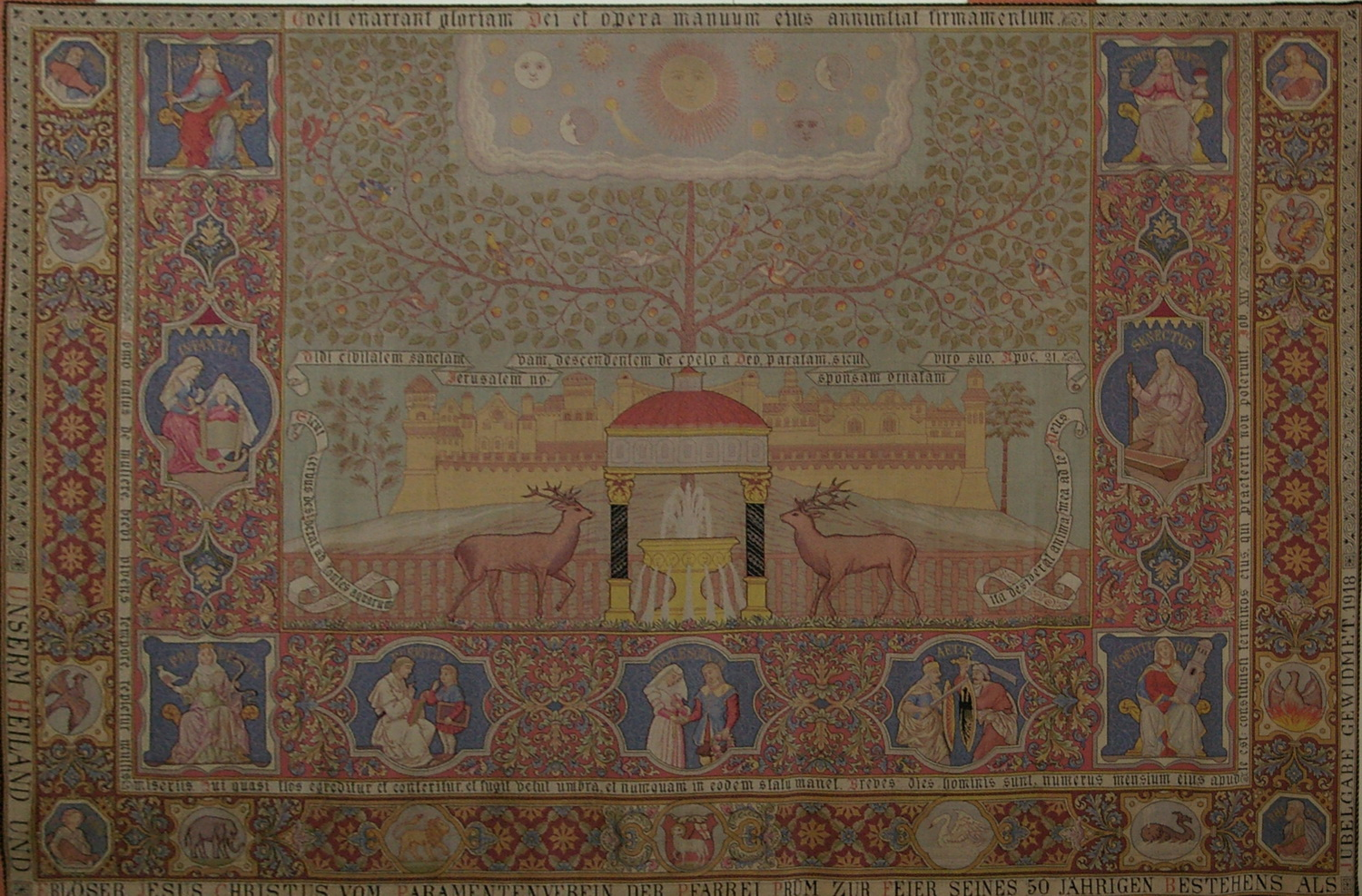
Tapisserie murale de l'Apocalypse
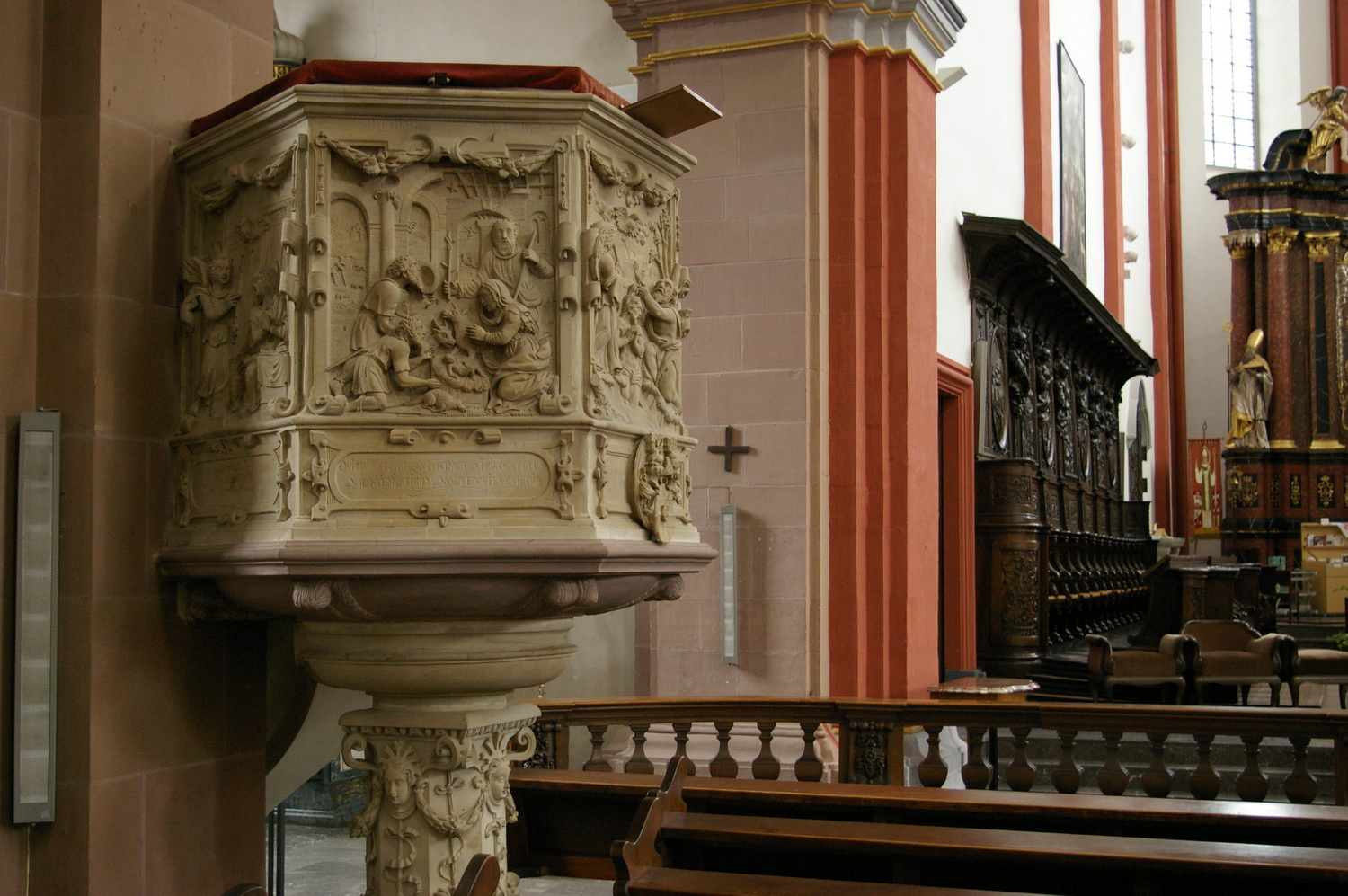
Chaire de vérité
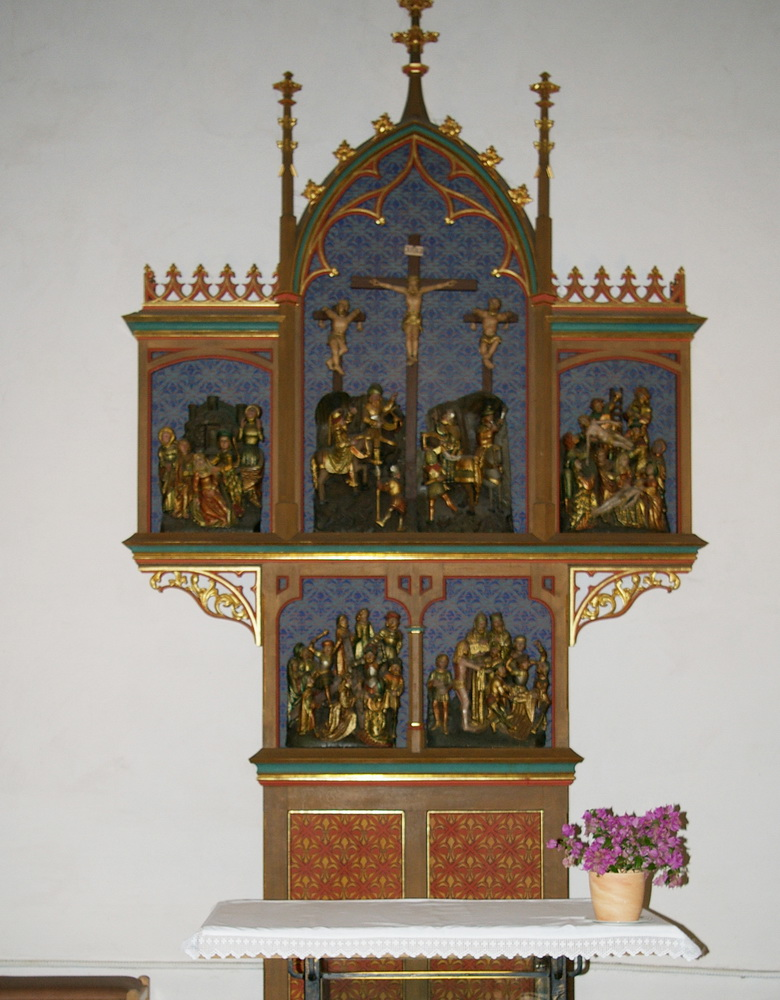
Autel de la Passion
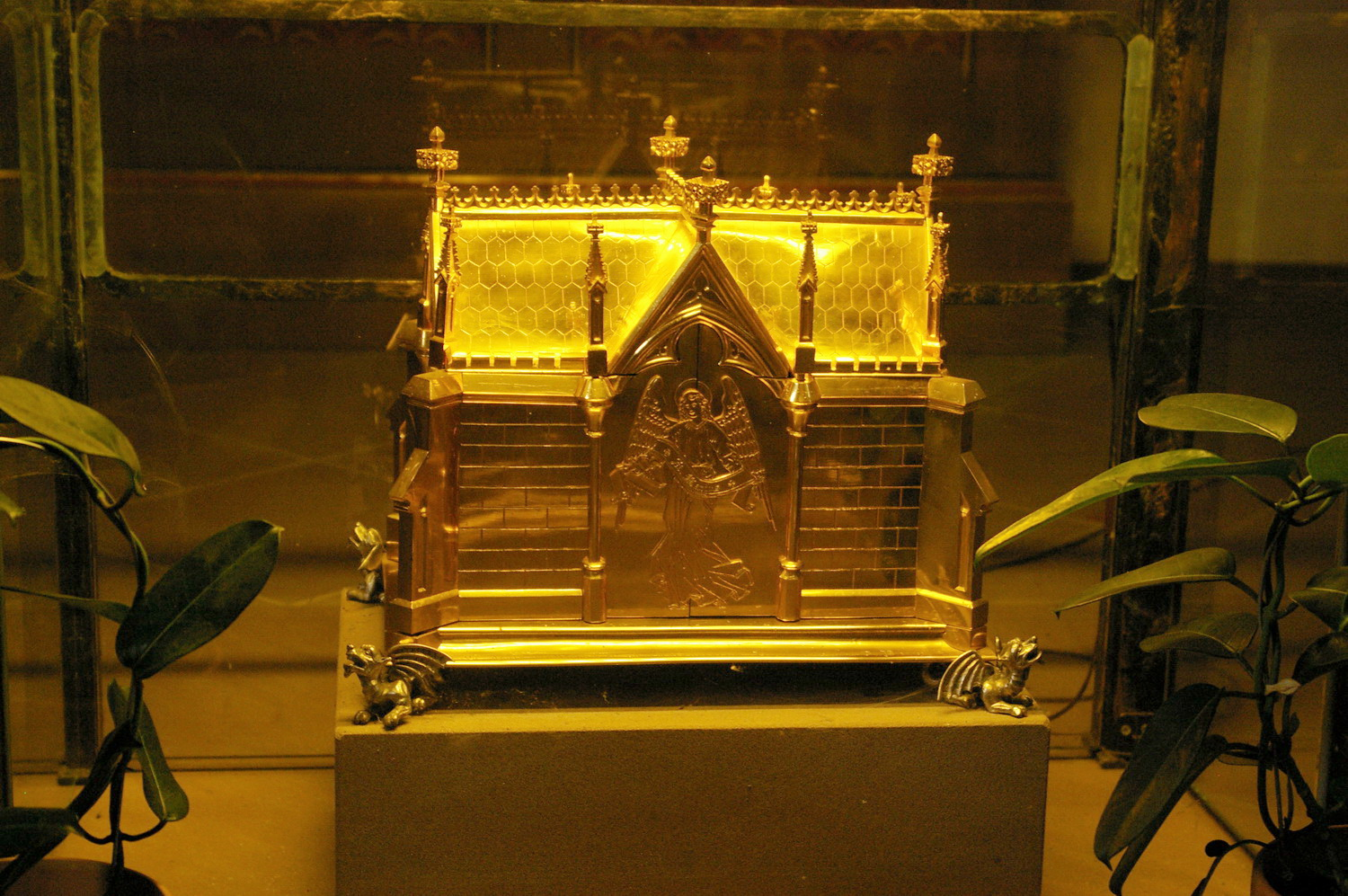
Reliquaire des trois saints médecins
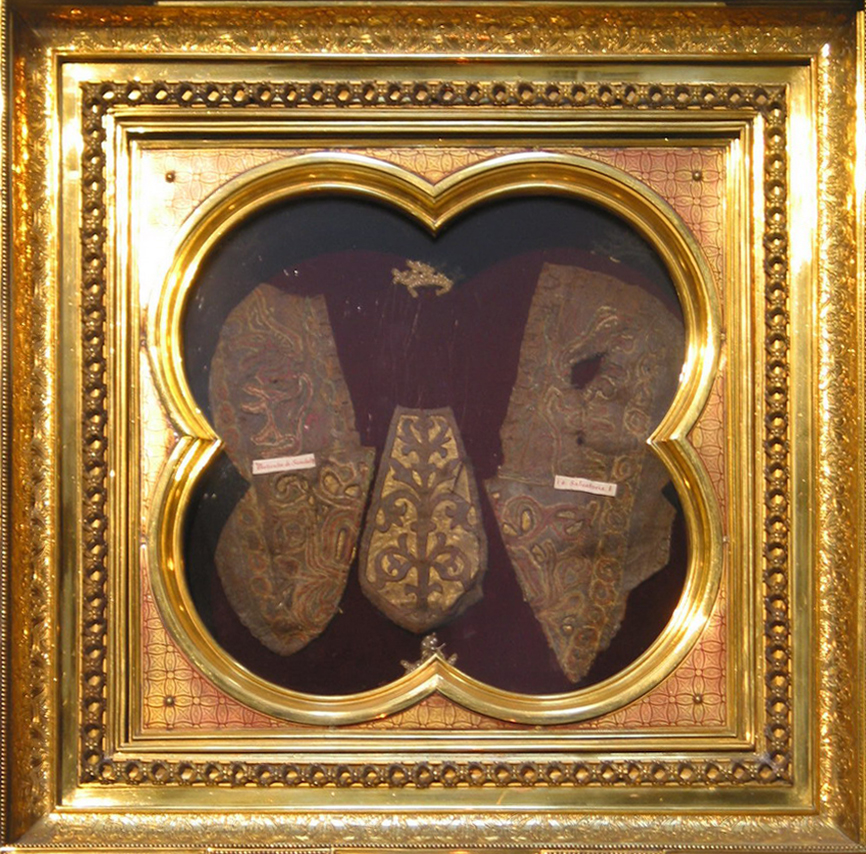
Les sandales du Christ

## Sources
- (de) Geschichtsverein Prümer Land e.V. (Hrsg.): Rund um die Kirche im Dorf, Prüm 2003,  (ISBN 3-931478-14-9)
- (de) F.J FAAS, Prüm/Eifel, Kath. Pfarrkirche St. Salvator,Regensburg, 1973